# Furstarnas skattkammare i fråga om sättet att uppföra sig
Furstarnas skattkammare i fråga om sättet att uppföra sig är titeln på den svenska översättningen och sammanställningen av den arabiska boken Kanz al-muluk fi kaifiyyat as-suluk (engelska: The treasure of princes on the fashion of behaviour) som är en samling berättelser som anses ha insamlats av Sibt Ibn al-Djauzi som föddes i Bagdad 1186 och dog i Damaskus 1257. Denna svenska utgåva är indelad i fem kapitel. Det första kapitlet handlar om försynen, det andra om tillförsikt, det tredje om tålamod, det fjärde om nöjdhet och det femte om försakelse.